# Marmorana saxetana
Marmorana saxetana is een slakkensoort uit de familie van de Helicidae. De wetenschappelijke naam van de soort is voor het eerst geldig gepubliceerd in 1886 door Paulucci.